# Бурмасово (Ярославская область)
Бурмасово — деревня в Угличском районе Ярославской области России. 
В рамках организации местного самоуправления входит в Отрадновское сельское поселение, в рамках административно-территориального устройства — в Отрадновский сельский округ.

## География
Расположена на реке Корожечна, в 8 км к западу от центра города Углича.

## Население
| 1859 | 2002 | 2007 | 2010 |
| ---- | ---- | ---- | ---- |
| 8    | ↗188 | ↗222 | ↘179 |

Согласно результатам переписи 2002 года, в национальной структуре населения русские составляли 88 % от всех жителей.